# 충주 미륵뎅이 미륵불
충주 미륵뎅이 미륵불은 충청북도 충주시 목행동에 있다. 2003년 9월 22일 충주시의 향토유적 제10호로 지정되었다.